# غلامرضا کاتب
غلامرضا کاتب (زاده ۱۳۴۱ گرمسار) سیاستمدار، اقتصاددان و مدرس دانشگاه ایرانی است.
نمایندهٔ اصول گرا دورهٔ نهم و دهم مجلس شورای اسلامی ،بین سال های ۱۳۹۰ الی ۱۳۹۸ بوده است ، او در دوران زندگی اش عضو هیئت رئیسه، رئیس فراکسیون اشتغال و تولید مجلس شورای اسلامی بوده و عضو شورای نظارت بر صدای و سیمای جمهوری اسلامی ایران وی نیز سخنگوی کمیسیون برنامه و بودجه و محاسبات، سخنگوی کمیسیون تلفیق و ریاست کمیسیون تدوین آیین‌نامه داخلی مجلس شورای اسلامی از حوزهٔ انتخابیهٔ گرمسار در استان سمنان است.
معاون طرح و توسعه پشتیبانی دانشگاه پیام نور کشور، مدیر کل امور مجلس بنیاد جانبازان و مستضعفان و فرماندار شهرهای سپیدان، داراب، ابهر از جمله سوابق ایشان می‌باشد.  وی در تاریخ 1398/10/22 طی اعلام شورای نگهبان به همراه لیست 26 نفر منتشر شده جزء افرادی بود که صلاحیت برای حضور مجدد در خانه ملت را به دست نیاورد.  

## دیدگاه و نظرات
- صرافی‌ها به فکر منافع شخصی شان بودند نه منافع نظام، برای همین تعطیل شدند.[۳]